# تریشا وسی
تریشا وسی (انگلیسی: Tricia Vessey؛ زادهٔ ۸ اکتبر ۱۹۷۲) هنرپیشه اهل ایالات متحده آمریکا است. وسی در مونته‌ری، کالیفرنیا بزرگ شد. از فیلم‌هایی که وی در آن نقش داشته است، می‌توان به دردسر هرروزه، گوست داگ: سلوک سامورایی، شجاع، هشداردهنده، به‌زودی، روی لبه، شهر و کشور و بین اشاره کرد. او و آنتوان نیوکمب صاحب یک فرزند پسر هستند.